# Старт (часопис)
Старт је часопис који је у време СФРЈ издаван у Загребу, по угледу на Плејбој. Часопис је издавала кућа „Вјесник“, а излазио је сваке друге суботе. Главне теме су (поред обавезне дуплерице еротског садржаја) биле: политика, аутомобили (по којима је и добио име), рок музика, култура и уметност.

## Уредници
- Зоран Бошњак

## Новинари
- Иво Пуканић
- Мирослав Лазански

## Фотографи
- Станислав Шарп
- Горанка Матић